# Kłynowa-Nowoseliwka
Kłynowa-Nowoseliwka (ukr. Клинова-Новоселівка) – wieś na Ukrainie, w obwodzie charkowskim, w rejonie bogoduchowskim, przy granicy z Rosją. W 2001 roku liczyła 1671 mieszkańców.
W 2024 roku zmieniono nazwę miejscowości z Ołeksandriwka na Kłynowa-Nowoseliwka.